# بوشچالی
بوشچالی (به لاتین: Boşçalı) منطقه‌ای مسکونی در جمهوری آذربایجان است که در شهرستان یولاخ واقع شده است.